# Кентербери Ред Девилз
«Кентербери Ред Девилз» (англ. Canterbury Red Devils; с англ. — «Кентерберийские красные дьяволы») — хоккейная команда Новозеландской хоккейной лиги (НЗХЛ), базирующаяся в Крайстчерче, Новая Зеландия. Домашние матчи клуб проводит на стадионе Alpine Ice Centre. Команда была основана в 2005 году, в том же году, когда была создана лига.
В 2009 году команда впервые завоевала чемпионский титул в НЗХЛ. В финале плей-офф она одержали победу над «Саутерн Стампид» со счётом 5:4, что стало первым чемпионским титулом в истории клуба.

## История
В свой первый сезон «Красные дьяволы» завершили регулярный чемпионат на последнем месте, не сумев выйти в плей-офф. В 2006 году они закончили сезон на третьем месте, вновь не попав в плей-офф.
В 2007 году команда впервые стала победителем регулярного чемпионата, опередив «Ботани Сворм» по разнице забитых и пропущенных шайб. «Дьяволы» вышли в свой первый финал, но проиграли. В 2008 году они снова победили в регулярном чемпионате, но в финале уступили «Сворм». В 2009 году команда в третий раз подряд выиграла регулярный сезон и вышла в финал против «Саутерн Стампид». Там они впервые стали победителями плей-офф.
В сезонах 2010 и 2011 годов «Красные дьяволы» занимали третье место в регулярном чемпионате, уступая второму месту лишь по личным встречам. В 2012 году команда вернулась в плей-офф и завоевала свой второй титул, победив «Саутерн Стампид» в финале.
В 2013 и 2014 годах «Дьяволы» снова стали чемпионами плей-офф, обыграв в обоих финалах «Данидин Тандер». Кроме того, в 2014 году они завоевали четвёртый титул победителя регулярного чемпионата.
После победы в плей-офф 2014 года «Кентербери Ред Девилз» стали первой командой в истории НЗХЛ, которая смогла завоевать три титула подряд. В сезоне 2015 года «Дьяволы» заняли второе место в регулярном чемпионате, а в финале проиграли «Стампид».
После успешных сезонов, завершившихся чемпионскими титулами в 2013 и 2014 годах, команда в последующие годы не смогла повторить свои достижения. В 2024 году она заняла четвёртое место в турнирной таблице, не пробившись в плей-офф.

## Достижения
- Чемпион Новозеландской хоккейной лиги 2009, 2012, 2013 и 2014 годов.
- Вице-чемпион Новозеландской хоккейной лиги 2007, 2008, 2015 и 2016 годов.